# Işkembe çorbası
L'işkembe çorbası (in bulgaro шкембе чорба?, škembe čorba) è una chorba (zuppa) a base di trippa (stomaco di mucca) tradizionale della Turchia. È ampiamente (ma non universalmente) considerata un rimedio per i postumi di un'ubriacatura.

## Etimologia
Il nome turco işkembe çorbası, che significa "zuppa di trippa", è composta dai termini işkembe ("stomaco/trippa"), çorba ("zuppa") e l'affisso possessivo -i che collega le due parole. Veniva dal persiano shekambe (شکمبه, traslitterato "rumen") e shurba (شوربا, ovvero "zuppa"), dall'arabo shurba (شربة, ovvero "zuppa"), che deriva dal verbo shariba (شرب, "bere"). Gli affini includono il sherbet e il syrup inglesi, così come lo sharbat arabo. Alcune lingue slave meridionali hanno preso in prestito il nome del piatto dal turco: škembe čorba (шкембе чорба) è il termine bulgaro e macedone mentre škembić (шкембић) è quello in serbo e bosniaco.

## Caratteristiche
In Turchia, l'işkembe çorbası è generalmente preparato usando lo stomaco della mucca e consumato solitamente con una salsa di aglio e aceto o con l'aggiunta di un succo di tuorlo d'uovo (chiamato terbiye), dopo la cottura e prima del servizio. Anche se solitamente ci si riferisce a questa zuppa con il nome işkembe çorbası ("zuppa di trippa"), specialmente nei ristoranti tradizionali dedicati a questa zuppa, questo piatto può contenere anche le frattaglie di mucca e pecora come la cosiddetta kelle (carne di pecora, guance comprese, al forno). Un piatto di  işkembe çorbası può essere composto da diverse parti dello stomaco denominate tuzlama, işkembe, şirden e damar. In molti paesi, questa zuppa è considerata un "rimedio per i postumi di una sbornia". Proprio per tale motivo, si trova in quasi tutti i menu di Capodanno, quando viene mangiata dopo la mezzanotte. La tradizione di consumare questo alimento dopo una pesante bevuta di alcolici è iniziata nel diciottesimo secolo tra i turchi ottomani quando bevevano grandi quantità di alcolici come il rakı.

## Varianti

### Bulgaria

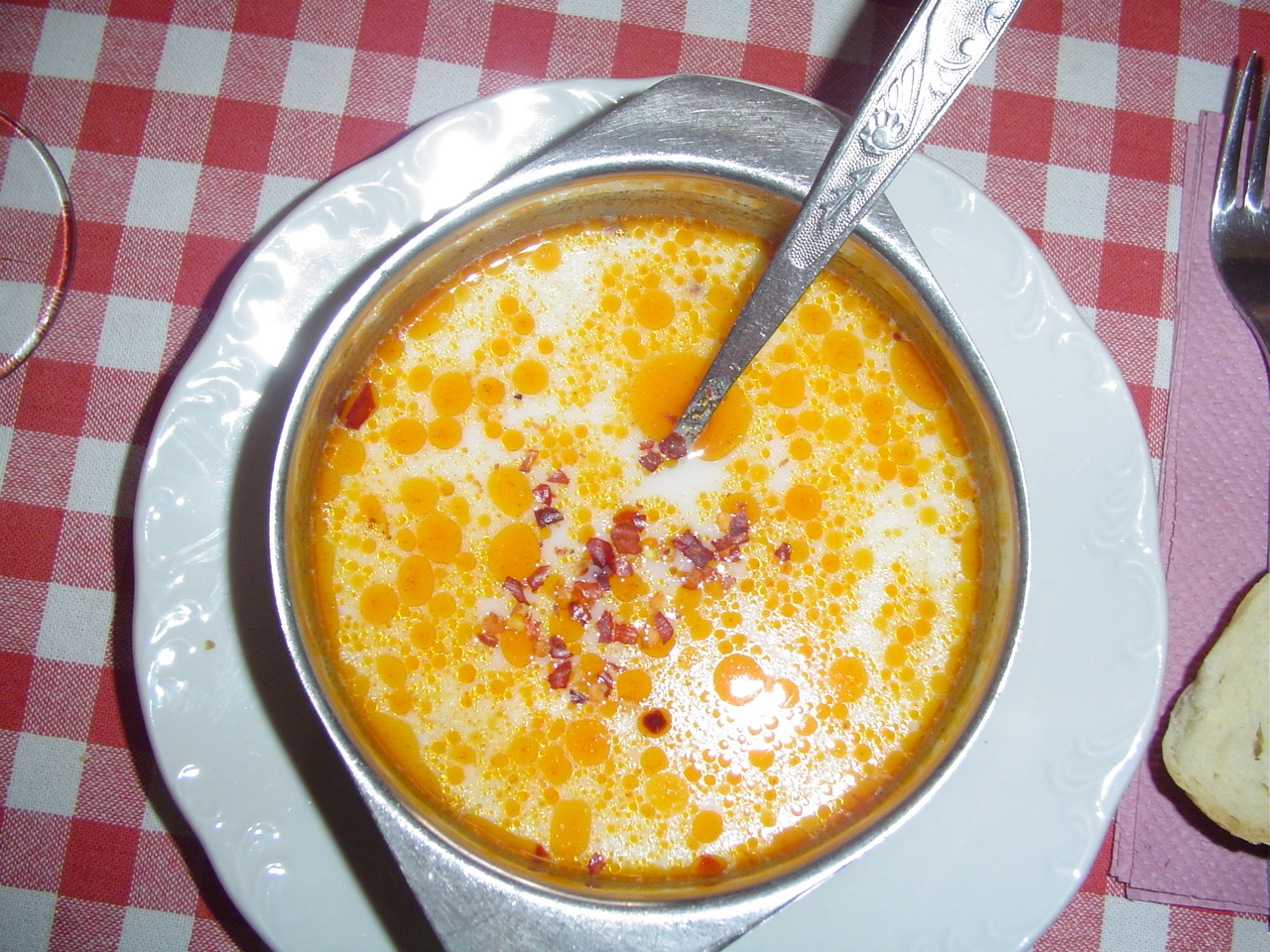
Shkembe chorba

In Bulgaria, viene preparata lo shkembe chorba: una trippa di maiale, manzo o agnello intera che viene fatta bollire per diverse ore, tagliata a pezzetti e rimessa nel brodo. La zuppa viene condita con paprica dolce, che prima sarà brevemente soffritta con del burro (запръжка), e ad essa in genere si aggiunge una piccola quantità di latte. Tradizionalmente, la zuppa è servita con un intingolo di aglio e aceto e peperoncino rosso piccante. C'è una variante dello shkembe chorba che viene preparata con l'intestino invece che con la trippa. La zuppa era molto popolare fra le classi lavoratrici fino alla fine degli anni ottanta, quando in Bulgaria spopolavano le trattorie che servivano solo shkembe chorba (i cosiddetti шкембеджийница). Successivamente, essa è diventata comune nei fast food ed è ancora oggi molto diffusa e apprezzata in tutta la Bulgaria.

### Romania
Il nome rumeno per l'işkembe çorbası è ciorbă de burtă, molto simile al tradizionale ciorbă de ciocănele ("zuppa di cosce di maiale"). Il ciorbă de burtă è spesso condito con aceto, panna acida (smântână) e salsa di aglio e olio chiamata mujdei. Il giornalista rumeno Radu Anton Roman ha affermato che "sembra fatta per i cocchieri ubriachi, ma ha il metodo di preparazione più sofisticato e pretenzioso in tutta la cucina rumena. È aspra e dolce, calda e vellutata, grassa ma delicata, eclettica e semplice allo stesso tempo."